# Montret
Montret este o comună în departamentul Saône-et-Loire, Franța. În 2009 avea o populație de 752 de locuitori.

## Evoluția populației
| An        | 1975 | 1982 | 1990 | 1999 | 2006 | 2009 |
| --------- | ---- | ---- | ---- | ---- | ---- | ---- |
| Populație | 596  | 670  | 669  | 646  | 695  | 752  |